# 北海道藥科大學
北海道藥科大學（日語：北海道薬科大学）是一間位在日本北海道札幌市的私立大學。於1974年時開校。2018年，該大学与北海道科学大学合併，成為其藥学部。

## 概要
整個大學只含有藥學相關的單一學部與學科，提供北海道當地醫療實務及公共衛生等事務的藥劑師人才，並獲得北海道地方政府、北海道大學、日本藥劑師會相關機關與團體的支援協助。
1974年（昭和49年）由學校法人北海道尚志学園設置，是北海道唯一藥學方面的單科大學。

## 沿革
- 1974年 - 北海道藥科大學開學。設置藥學部（包括藥學科、生物藥學科）。初代校長由湊顯就任。5月、第1期校舍、食堂竣工。12月、第2期校舍、體育館竣工。
- 1975年 - 動物舍、RI研究棟竣工。
- 1976年 - 藥用植物園開園。
- 1978年 - 設置大學院修士課程（藥學研究科生物藥學専攻）。設立校友會（北藥會）。
- 1980年 - 設置大學院博士課程後期（藥學研究科生物藥學専攻）。
- 1983年 - 開設中央機器中心。
- 1984年 - 第2代校長由木島正夫就任。
- 1987年 - 與中國瀋陽藥學院（今瀋陽藥科大學）簽訂學術交流協定。
- 1990年 - 第3代校長由伊藤敬一就任。
- 1993年 - 新圖書館棟竣工。
- 2000年 - 增設大學院修士課程藥學研究科之中的臨床藥學専攻。
- 2002年 - 第4代校長由大和田榮治就任。
- 2004年 - 設置藥學部及醫療藥學科（合併藥學部藥學科、生物藥學科）。
- 2006年 - 設置藥學部及藥學科（6年制藥學教育課程）。新建臨床講義棟。
- 2012年 - 第5代校長由渡邊泰裕就任。
- 2012年 - 決定在2018年與北海道工業大學（今北海道科学大学）合併。
- 2015年 - 校園遷移至札幌市。
- 2018年 - 与北海道科学大学合併，在校生轉学至北海道科学大学。

## 所在地
- 北海道札幌市

## 組織

### 學部、學科
- 藥學部
  - 藥學科

### 大學院
- 藥學研究科
  - 博士前期課程（生物藥學専攻、臨床藥學専攻）
  - 博士後期課程（生物藥學専攻）

### 附屬機關
- 圖書館、醫藥情報中心
- 藥用植物園
- 實驗動物中心
- RI中心
- 中央機器中心
- 情報教育中心
- 藥學教育中心
- 模擬藥局實習室
- 桂青館

## 對外關係
和北海道工業大學、北海道自動車短期大學都是學校法人北海道尚志学園所成立的姊妹校。此外，目前與北海道尚志學園高等學校、北海道自動車學校彼此屬於同一學校法人組織的系列校。

### 姊妹校
- 北海道工業大學
- 北海道自動車短期大學

### 系列校
- 北海道綜合電子専門学校（2009年閉校）
- 北海道尚志學園高等學校
- 北海道自動車學校

### 與其他學校的協定
- 教育研究連攜協定
  - 旭川醫科大学（2007年6月27日）
- 包括連攜協定
  - 小樽商科大學（2007年10月11日）
  - 天使大學（2008年11月7日）
- 大學e-Learning協議會

### 與醫療院所的協定
- 連攜協定
  - 夕張醫療中心
  - 醫療法人母戀天使醫院

### 國際交流

#### 學術交流協定
- 中国
  - 瀋陽藥科大學
  - 黑龍江中醫藥大學
  - 黑龍江省第二醫院
- 美国
  - 南內華達大學

## 出身人物

### 文學
- 倉世春 - 少女小説家

### 大眾傳播
- 石田久美子 - 前札幌電視台主播

### 其他
- 村上智彦 - 醫師

## 外部連結
- 北海道藥科大學（页面存档备份，存于） （日語）
- 學校法人北海道尚志学園 （日語）